# 甘州区
甘州区是中华人民共和国甘肃省张掖市的市辖区及主城区，于2002年3月撤销原县级张掖市而设立。

## 行政区划
甘州区下辖5个街道办事处、13个镇、4个乡、1个民族乡：
东街街道、南街街道、西街街道、北街街道、火车站街道、梁家墩镇、上秦镇、大满镇、沙井镇、乌江镇、甘浚镇、新墩镇、党寨镇、碱滩镇、三闸镇、小满镇、明永镇、长安镇、龙渠乡、安阳乡、花寨乡、靖安乡和平山湖蒙古族乡。